# 2. ŽNL Primorsko-goranska 2024./25.
Ovaj članak je podtema članka: 7. rang HNL-a 2024./25.

2. ŽNL Primorsko-goranska u sezoni 2025./26. je predstavljala drugi stupanj županijske lige u Primorsko-goranskoj županiji, te ligu sedmog stupnja hrvatskog nogometnog prvenstva. 
 
Sudjelovalo je 8 klubova, a prvak lige je postao klub "Stari grad" iz Rijeke. 

## Sustav natjecanja
Osam klubova igra trokružnu ligu (21 kolo).

## Ljestvica
| mj. | klub                 | ut. | pob. | ner. | por. | gol+ | gol- | bod     |
| --- | -------------------- | --- | ---- | ---- | ---- | ---- | ---- | ------- |
| 1.  | Stari grad Rijeka    | 21  | 17   | 1    | 3    | 94   | 25   | 52      |
| 2.  | Gomirje              | 21  | 14   | 3    | 4    | 53   | 24   | 45      |
| 3.  | Snježnik Gerovo      | 21  | 14   | 2    | 5    | 58   | 34   | 44      |
| 4.  | Risnjak Lokve        | 21  | 11   | 6    | 4    | 55   | 24   | 37 (-2) |
| 5.  | Mrkopalj             | 21  | 8    | 0    | 13   | 39   | 63   | 24      |
| 6.  | Goranka Ravna Gora   | 21  | 6    | 1    | 14   | 29   | 59   | 19      |
| 7.  | Željezničar Moravice | 21  | 3    | 5    | 13   | 32   | 67   | 14      |
| 8.  | Polet Skrad          | 21  | 1    | 2    | 18   | 15   | 79   | 2 (-3)  |

## Rezultatska križaljka
Ažurirano: 19. lipnja 2025. 
| kratica | klub                 | GOM      | GOR           | MRK      | POL      | RIS      | SNJE     | STAG     | ŽELJ     |
| --- | -------------------- | -------- | ------------- | -------- | -------- | -------- | -------- | -------- | -------- |
| GOM | Gomirje              |          | 1:0, 4:2      | 4:0, 5:1 | 7:0, 5:0 | 0:0      | 2:0, 0:2 | 3:1      | 0:0      |
| GOR | Goranka Ravna Gora   | 1:3      |               | 4:1, 2:3 | 2:0, 3:0 | 0:2      | 1:2      | 1:4      | 1:1, 1:2 |
| MRK | Mrkopalj             | 1:2      | 0:1           |          | 4:0, 7:0 | 0:3      | 1:3, 1:4 | 1:5, 3:1 | 3:2      |
| POL | Polet Skrad          | 1:3      | 0:4           | 1:3      |          | 1:4      | 0:3, 1:1 | 2:3, 2:3 | 4:2, 1:1 |
| RIS | Risnjak Lokve        | 1:2, 1:1 | 3:1, 7:0      | 3:0, 6:1 | 8:0, 2:0 |          | 0:3 p.f. | 0.3      | 3:0      |
| SNJE | Snježnik Gerovo      | 1:4      | 5:1, 3:0 p.f. | 4:1      | 3:0 p.f. | 1:1, 3:5 |          | 4:3, 0:3 | 3:1, 5:3 |
| STAG | Stari grad Rijeka    | 2:0, 4:1 | 8:1, 9:1      | 8:0      | 4:1      | 1:1, 4:2 | 6:2      |          | 9:0, 7:0 |
| ŽELJ | Željezničar Moravice | 3:1, 3:5 | 1:2           | 3:4, 2:4 | 5:1      | 2:2, 1:1 | 0:6      | 0:4      |          |
| |                      |          |               |          |          |          |          |          |          |
| podebljan rezultat - utakmice od 1. do 7., te od 14. do 21. kola (1. i 3. utakmica između klubova) rezultat normalne debljine - utakmice od 8. do 14. kola (2. utakmica između klubova) rezultat nakošen - nije vidljiv redoslijed odigravanja međusobnih utakmica iz dostupnih izvora rezultat smanjen * - iz dostupnih izvora nije uočljiv domaćin susreta prekrižen rezultat - poništena ili brisana utakmica p - utakmica prekinuta 3:0 p.f. / 0:3 p.f. - rezultat 3:0 bez borbe n.i. - nije igrano |                      |          |               |          |          |          |          |          |          |

 Izvori:

## Najbolji strijelci
Izvori: 
Strijelci 10 i više pogodaka: 
| 23 gola - Sanel Kuši (Stari grad) 22 gola - Nejc Pavlovič (Snježnik) 13 golova - Šimun Starčević (Mrkopalj) - Dario Konjević (Željezničar) | 11 golova - Karlo Veseli (Risnjak) - Robert Babić (Stari grad) 10 golova - Matej Šimunović (Goranka) |

 Ažurirano: 19. lipnja 2025. 

## Vanjske poveznice
- nspgz.hr, Nogometni savez Primorsko-goranske županije
- grevagol.com
- sportcom.hr, Druga ŽNL
- semafor.hns.family